# Primera División Femenina de España 2021-22
La temporada 2021-22 de la Primera División Femenina de España fue la 34.ª edición de la Primera División Femenina de España de fútbol, denominada Primera RFEF Iberdrola por motivos de patrocinio. El torneo lo organizó la Real Federación Española de Fútbol (RFEF). La competición inició el 4 de septiembre de 2021 y acabó el 15 de mayo de 2022.
Luego de diversos meses de planificación por parte de la federación y el gobierno, el Consejo Superior de Deportes (CSD) en conjunto con la Real Federación Española de Fútbol anunciaron que la Primera División Femenina pasaría a ser profesional a contar de junio de 2021, siendo ratificada la decisión el 15 de junio por la propia CSD. De esta forma, la temporada 2021-22 se reconocería por el organismo como la primera del torneo con categoría profesional, pasando a denominarse Liga Ellas. Adicionalmente, se planteó un cambio en el sistema de competición para la temporada 2022-23.
A pesar de los anuncios realizados, no existió una concordancia con la entidad organizadora ni los clubes, por lo que la oficialización se fue dilatando con el tiempo sin llegar a concretarse, por lo que se mantuvo como Primera Iberdrola. El 13 de marzo de 2022 el F. C. Barcelona se proclamó campeón a seis jornadas del final tras vencer al Real Madrid C. F. por 5-0.

## Sistema de competición
Como en temporadas anteriores, consta de un grupo único integrado por 16 equipos clubes de toda la geografía española. Siguiendo un sistema de liga, los clubes se enfrentan todos contra todos en dos ocasiones, una en campo propio y otra en campo contrario, sumando un total de 30 jornadas. El orden de los encuentros se decidirá por sorteo antes de empezar la competición.
La clasificación final se establecerá teniendo en cuenta los puntos obtenidos en cada enfrentamiento, a razón de tres por partido ganado, uno por empate y ninguno en caso de derrota. Si al finalizar el campeonato dos equipos igualan a puntos, los mecanismos para desempatar la clasificación son los siguientes:
- El que tiene una mayor diferencia entre goles a favor y en contra en los enfrentamientos entre ambos.
- Si persiste el empate, se tiene en cuenta la diferencia de goles a favor y en contra en todos los encuentros del campeonato.

Si el empate a puntos se produce entre tres o más clubes, los sucesivos mecanismos de desempate son los siguientes:
- La mejor puntuación que a cada uno corresponde a tenor de los resultados de los partidos jugados entre sí por los clubes implicados.
- La mayor diferencia de goles a favor y en contra, considerando únicamente los partidos jugados entre sí por los clubes implicados.
- La mayor diferencia de goles a favor y en contra teniendo en cuenta todos los encuentros del campeonato.
- El mayor número de goles a favor teniendo en cuenta todos los encuentros del campeonato.

### Clasificación para competiciones internacionales
La UEFA otorga a la Liga española tres plazas de clasificación para la Liga de Campeones Femenina de la UEFA para la temporada 2022-23, distribuidas de la siguiente forma:
- El primero de la liga clasifica de forma directa a la fase de grupos de la Liga de Campeones.
- El segundo clasificado, disputará la Ronda 2 de clasificación de la Liga de Campeones.
- El tercer clasificado, disputará la Ronda 1 de clasificación de la Liga de Campeones.

No obstante, otras competiciones pueden alterar las plazas UEFA a las que accederán los equipos al final de temporada:
- Cuando un equipo gana la Liga de Campeones, a este equipo se le otorga una plaza para disputar la siguiente edición desde la fase de grupos. En caso de que dicho equipo ya hubiese obtenido esa misma plaza a través de la Liga, no se le concede la plaza reservada de campeón. En cambio, si dicho equipo obtuvo una plaza que le obliga comenzar desde una ronda anterior, entonces sí recibe la plaza reservada al campeón. En cualquier caso, la plaza sobrante nunca pasa al siguiente clasificado de la liga, sino que va a otra federación nacional.[15]

## Árbitras
Las árbitras de cada partido fueron designadas por una comisión creada para tal objetivo e integrada por representantes de la LFP y la RFEF. En la temporada 2021/22, las colegiadas de la categoría serán las siguientes:
1. Ainara Andrea Acevedo Dudley  (2018)
2. Alicia Espinosa Ríos
3. Amy Peñalver Pearce
4. Arantza Gallastegui Pérez
5. Beatriz Arregui Gamir
6. Beatriz Cuesta Arribas
7. Cecilia Laura Muñoz di Giovambattista
8. Elia María Martínez Martínez
9. Elena Casal Fernández
10. Elena Peláez Arnillas
11. Marta Frías Acedo  (2012)
12. Marta Huerta de Aza  (2016)
13. María Dolores Martínez Madrona  (2017)
14. María Eugenia Gil Soriano
15. María José Villegas Navas
16. Olatz Rivera Olmedo  (2022)
17. Paola Cebollada López
18. Raquel Suárez González
19. Sara Fernández Ceferino
20. Xiomara Díaz García
21. Ylenia Sánchez Miguel
22. Zulema González González  (2019)

## Equipos participantes
Un total de 16 equipos disputan la Liga de Primera Iberdrola, que provienen de diversas ubicaciones geográficas de España.

### Ascensos y descensos
Sumados a los equipos que no descendieron en la Primera División Femenina de España 2020-21, aquellos que se clasificaron sobre la posición 15.º, se suman los dos clasificados de la Segunda División de España 2020-21 ganadores de los grupos de clasificación Norte y Sur.
| Pos. | Descendidos a 2.ª División |
| ---- | -------------------------- |
| 15.º | R. C. Deportivo La Coruña  |
| 16.º | C. D. Santa Teresa         |
| 17.º | R. C. D. Espanyol          |
| 18.º | C. D. E. F. Logroño        |

| Pos.      | Ascendidos de 2.ª División |
| --------- | -------------------------- |
| 1.º Norte | Deportivo Alavés           |
| 1.º Sur   | Villarreal C. F.           |

### Información de los equipos
| Equipo             | Ciudad              | Entrenador             | Estadio                          | Aforo  | Proveedor   | Patrocinador          |
| ------------------ | ------------------- | ---------------------- | -------------------------------- | ------ | ----------- | --------------------- |
| Athletic Club      | Bilbao              | Iraia Iturregi         | Instalaciones de Lezama          | 3.200  | New Balance | Euskaltel             |
| Atlético de Madrid | Madrid              | Óscar Fernández        | C. D. Wanda Alcalá de Henares    | 2.700  | Nike        | Herbalife Nutrition   |
| Deportivo Alavés   | Vitoria             | Mikel Crespo           | C. D. José Luis Compañón         | 2.000  | Kelme       | Ingevel               |
| F. C. Barcelona    | Barcelona           | Jonatan Giráldez       | Estadio Johan Cruyff             | 6.000  | Nike        | Stanley               |
| Levante U. D.      | Valencia            | Ángel Villacampa       | Ciudad Deportiva de Buñol        | 3.000  | Macron      | Germaine de Capuccini |
| Madrid C. F. F.    | Madrid              | María Pry              | José Luis de la Hoz-Matapiñonera | 3.000  | Adidas      | Casino Gran Madrid    |
| Rayo Vallecano     | Madrid              | Carlos Santiso         | C. D. Fundación Rayo Vallecano   | 2.500  | Umbro       |                       |
| Real Betis         | Sevilla             | Juan Carlos Amorós     | C. D. Luis del Sol               | 1.300  | Kappa       |                       |
| Real Madrid C. F.  | Madrid              | Alberto Toril          | Alfredo Di Stéfano               | 6.000  | Adidas      | Emirates              |
| Real Sociedad      | San Sebastián       | Natalia Arroyo         | Instalaciones de Zubieta         | 2.500  | Macron      | Euskaltel             |
| Sevilla F. C.      | Sevilla             | Cristian Toro          | Estadio Jesús Navas              | 7.500  | Nike        | Marathonbet           |
| S. D. Eibar        | Éibar               | Ana Junyent            | Complejo Deportivo de Unbe       | 1.000  | Joma        |                       |
| Sporting de Huelva | Huelva              | Antonio Toledo         | Estadio Nuevo Colombino          | 21.670 | Mercury     | Ayunt. de Huelva      |
| U. D. G. Tenerife  | Granadilla de Abona | Francis Díaz           | Municipal La Palmera             | 3.000  | Hummel      | Egatesa               |
| Valencia C. F.     | Valencia            | Andrea Esteban Catalán | Estadio Antonio Puchades         | 2.250  | Puma        | Teika                 |
| Villarreal C. F.   | Villarreal          | Sara Monforte          | C. D. del Villarreal C. F.       | 5.000  | Joma        |                       |

### Cambios de entrenadores
| Equipo            | Entrenador saliente     | Fecha de vacante        | Tipo de salida | Posición en la tabla | Entrenador entrante | Fecha de nombramiento   |
| ----------------- | ----------------------- | ----------------------- | -------------- | -------------------- | ------------------- | ----------------------- |
| Real Madrid C. F. | David Aznar             | 29 de noviembre de 2021 | Destitución    | 10.º                 | Alberto Toril       | 29 de noviembre de 2021 |
| Madrid C. F. F.   | Víctor Miguel Fernández | 25 de enero de 2022     | Destitución    | 11.º                 | María Pry           | 27 de enero de 2022     |
| Rayo Vallecano    | Miguel Ángel Quejigo    | 28 de enero de 2022     | Destitución    | 16.º                 | Carlos Santiso      | 28 de enero de 2022     |

### Equipos por comunidad autónoma
| Com. autónoma   | N.º | Equipos                                                                 |
| --------------- | --- | ----------------------------------------------------------------------- |
| Com. de Madrid  | 4   | Atlético de Madrid, Madrid C. F. F., Rayo Vallecano y Real Madrid C. F. |
| País Vasco      | 4   | Athletic Club, Deportivo Alavés, Real Sociedad y S. D. Eibar            |
| Andalucía       | 3   | Real Betis, Sevilla F. C. y Sporting de Huelva                          |
| Com. Valenciana | 3   | Levante U. D., Valencia C. F. y Villarreal C. F.                        |
| Cataluña        | 1   | F. C. Barcelona                                                         |
| Islas Canarias  | 1   | U. D. G. Tenerife                                                       |

## Clasificación
| | Equipo             | Puntos | PJ | PG | PE | PP | GF  | GC | Dif. |
| --- | ------------------ | ------ | -- | -- | -- | -- | --- | -- | ---- |
| 1 | F. C. Barcelona    | 90     | 30 | 30 | 0  | 0  | 159 | 11 | +148 |
| 2 | Real Sociedad      | 66     | 30 | 21 | 3  | 6  | 67  | 38 | +29  |
| 3 | Real Madrid C. F.  | 60     | 30 | 19 | 3  | 8  | 41  | 31 | +10  |
| 4 | Atlético de Madrid | 59     | 30 | 17 | 8  | 5  | 71  | 28 | +43  |
| 5 | U. D. G. Tenerife  | 54     | 30 | 16 | 6  | 8  | 42  | 44 | -2   |
| 6 | Levante U. D.      | 50     | 30 | 15 | 5  | 10 | 52  | 39 | +13  |
| 7 | Athletic Club      | 47     | 30 | 14 | 5  | 11 | 45  | 47 | -2   |
| 8 | Sevilla F. C.      | 38     | 30 | 10 | 8  | 12 | 37  | 52 | -15  |
| 9 | Real Betis         | 31     | 30 | 7  | 10 | 13 | 31  | 52 | -21  |
| 10 | Sporting de Huelva | 31     | 30 | 6  | 13 | 11 | 28  | 44 | -16  |
| 11 | Deportivo Alavés   | 30     | 30 | 8  | 6  | 16 | 30  | 63 | -33  |
| 12 | Villarreal C. F.   | 29     | 30 | 8  | 5  | 17 | 29  | 63 | -34  |
| 13 | Madrid C. F. F.    | 27     | 30 | 8  | 3  | 19 | 42  | 64 | -22  |
| 14 | Valencia C. F.     | 27     | 30 | 7  | 6  | 17 | 27  | 56 | -29  |
| 15 | S. D. Eibar        | 23     | 30 | 7  | 2  | 21 | 35  | 63 | -28  |
| 16 | Rayo Vallecano     | 14     | 30 | 3  | 5  | 22 | 27  | 68 | -41  |
| Fuente: Federación Española de Fútbol: Clasificación de la Primera División Femenina de Fútbol Archivado el 6 de julio de 2022 en Wayback Machine.; actualización automática |                    |        |    |    |    |    |     |    |      |

### Evolución de la clasificación
| Jornada            | 1  | 2  | 3  | 4  | 5  | 6  | 7  | 8  | 9  | 10 | 11 | 12 | 13 | 14 | 15 | 16 | 17  | 18   | 19   | 20   | 21   | 22   | 23 | 24 | 25 | 26 | 27 | 28 | 29 | 30 |
| Equipo             |    |    |    |    |    |    |    |    |    |    |    |    |    |    |    |    |     |      |      |      |      |      |    |    |    |    |    |    |    |    |
| ------------------ | -- | -- | -- | -- | -- | -- | -- | -- | -- | -- | -- | -- | -- | -- | -- | -- | --- | ---- | ---- | ---- | ---- | ---- | -- | -- | -- | -- | -- | -- | -- | -- |
| F. C. Barcelona    | 2  | 1  | 1  | 1  | 1  | 1  | 1  | 1  | 1  | 1  | 1  | 1  | 1  | 1  | 1  | 1  | 1   | 1*   | 1    | 1    | 1    | 1    | 1  | 1  | 1  | 1  | 1  | 1  | 1  | 1  |
| Real Sociedad      | 4  | 3  | 3  | 3  | 2  | 2  | 2  | 2  | 2  | 2  | 2  | 2  | 2  | 2  | 2  | 2  | 2   | 2    | 2    | 2    | 2    | 2    | 2  | 2  | 2  | 2  | 2  | 2  | 2  | 2  |
| Real Madrid C. F.  | 14 | 16 | 14 | 14 | 14 | 13 | 13 | 12 | 11 | 10 | 10 | 9  | 10 | 8  | 6  | 6* | 9** | 9*** | 8*** | 6*** | 6*** | 6*** | 5  |    | 4  |    |    |    | 4  | 3  |
| Atlético de Madrid | 1  | 2  | 2  | 2  | 3  | 3  | 5  | 3  | 3  | 4  | 3  | 3  | 3  | 3  | 3  | 3* | 3*  | 3*   | 3*   | 3*   | 4*   | 4*   | 3  |    | 3  |    |    |    | 3  | 4  |
| U. D. G. Tenerife  | 16 | 15 | 12 | 12 | 10 | 10 | 11 | 11 | 8  | 7  | 8  | 6  | 5  | 4  | 4  | 4  | 4*  | 4*   | 4*   | 4*   | 3*   | 3*   |    |    | 5  |    |    |    | 5  | 5  |
| Levante U. D.      | 3  | 5  | 7  | 6  | 6  | 5  | 4  | 5  | 4  | 8  | 5  | 7  | 8  | 9  | 7  | 7  | 6   | 7    | 7    | 8    | 9    | 7    |    |    |    |    |    |    |    | 6  |
| Athletic Club      | 5  | 7  | 5  | 4  | 4  | 4  | 3  | 4  | 5  | 3  | 4  | 5  | 4  | 5  | 5  | 5  | 5   | 5    | 5    | 5    | 5    | 5    |    |    |    |    |    |    |    | 7  |
| Sevilla F. C.      | 10 | 11 | 11 | 11 | 9  | 8  | 8  | 9  | 9  | 9  | 9  | 10 | 9  | 10 | 10 | 9  | 8   | 6    | 6    | 7    | 7    | 8    |    |    |    |    |    |    |    | 8  |
| Real Betis         | 11 | 14 | 13 | 13 | 11 | 11 | 9  | 8  | 10 | 11 | 11 | 11 | 11 | 11 | 11 | 11 | 11  | 10   | 10   | 10   | 10   | 10   |    |    |    |    |    |    |    | 9  |
| Sporting de Huelva | 8  | 10 | 10 | 9  | 13 | 12 | 12 | 13 | 13 | 13 | 14 | 14 | 13 | 14 | 15 | 15 | 15  | 15   | 15   | 15   | 14   | 14   | 13 |    | 13 |    |    |    | 12 | 10 |
| Deportivo Alavés   | 7  | 4  | 4  | 5  | 5  | 7  | 6  | 6  | 7  | 6  | 6  | 4  | 6  | 6  | 8  | 8  | 7   | 8    | 9    | 9    | 8    | 9    |    |    |    |    |    |    |    | 11 |
| Villarreal C. F.   | 9  | 6  | 8  | 8  | 12 | 14 | 15 | 16 | 16 | 16 | 16 | 16 | 15 | 15 | 13 | 13 | 13  | 12   | 12   | 12   | 11   | 11   |    |    |    |    |    |    |    | 12 |
| Madrid C. F. F.    | 12 | 9  | 6  | 7  | 7  | 6  | 7  | 7  | 6  | 5  | 7  | 8  | 7  | 7  | 9  | 10 | 10  | 11   | 11   | 11   | 12   | 13   | 11 |    | 12 |    |    |    | 13 | 13 |
| Valencia C. F.     | 13 | 12 | 15 | 16 | 16 | 16 | 14 | 15 | 14 | 14 | 13 | 13 | 14 | 12 | 12 | 12 | 12  | 13   | 14   | 14   | 13   | 12   | 12 |    | 14 |    |    |    | 14 | 14 |
| S. D. Eibar        | 6  | 8  | 9  | 10 | 8  | 9  | 10 | 10 | 12 | 12 | 12 | 12 | 12 | 13 | 14 | 14 | 14  | 14   | 13   | 13   | 15   | 15   | 15 |    | 15 |    |    |    | 15 | 15 |
| Rayo Vallecano     | 15 | 13 | 16 | 15 | 15 | 15 | 16 | 14 | 15 | 15 | 15 | 16 | 16 | 16 | 16 | 16 | 16  | 16*  | 16*  | 16*  | 16*  | 16   | 16 | 16 | 16 | 16 | 16 | 16 | 16 | 16 |

## Resultados

### Detalle de las jornadas
| Jornada 1          | Jornada 1 | Jornada 1         | Jornada 1                    | Jornada 1       | Jornada 1 | Jornada 1    | Jornada 1          |
| Local              | Resultado | Visitante         | Estadio                      | Fecha           | Hora      | Espectadores | Árbitro            |
| ------------------ | --------- | ----------------- | ---------------------------- | --------------- | --------- | ------------ | ------------------ |
| F. C. Barcelona    | 5 - 0     | U. D. G. Tenerife | Estadio Johan Cruyff         | 4 de septiembre | 12:00     |              | Espinosa Rios      |
| Atlético de Madrid | 5 - 0     | Rayo Vallecano    | Wanda Alcalá de Henares      | 4 de septiembre | 20:00     |              | Frias Acedo        |
| Levante U. D.      | 4 - 0     | Real Madrid C. F. | Ciudad Deportiva de Buñol    | 5 de septiembre | 11:00     |              | Huerta de Aza      |
| S. D. Eibar        | 3 - 2     | Sevilla F. C.     | Complejo Deportivo de Unbe   | 5 de septiembre | 11:00     |              | Fernández Ceferino |
| Sporting de Huelva | 0 - 0     | Villarreal C. F.  | Campo Federativo de la Orden | 5 de septiembre | 11:30     |              | Arregui Gamir      |
| Deportivo Alavés   | 2 - 1     | Real Betis        | C. D. José Luis Compañón     | 5 de septiembre | 12:00     |              | Suárez González    |
| Real Sociedad      | 4 - 1     | Valencia C. F.    | Instalaciones de Zubieta     | 5 de septiembre | 16:00     |              | Sánchez Miguel     |
| Madrid C. F. F.    | 0 - 2     | Athletic Club     | Estadio Antiguo Canódromo    | 5 de septiembre | 19:00     |              | Luna Varo          |

| Jornada 2         | Jornada 2 | Jornada 2          | Jornada 2                      | Jornada 2        | Jornada 2 | Jornada 2    | Jornada 2               |
| Local             | Resultado | Visitante          | Estadio                        | Fecha            | Hora      | Espectadores | Árbitro                 |
| ----------------- | --------- | ------------------ | ------------------------------ | ---------------- | --------- | ------------ | ----------------------- |
| Real Betis        | 0 - 5     | F. C. Barcelona    | Municipal Felipe del Valle     | 11 de septiembre | 12:30     |              | Rivera Olmedo           |
| Sevilla F. C.     | 0 - 0     | Levante U. D.      | Estadio Jesús Navas            | 12 de septiembre | 11:00     |              | Gallastegui Perez       |
| Villarreal C. F.  | 1 - 0     | S. D. Eibar        | C. D. del Villarreal C. F.     | 12 de septiembre | 11:00     |              | Muñoz Di Giovambattista |
| Valencia C. F.    | 2 - 2     | Sporting de Huelva | Ciudad Deportiva de Paterna    | 12 de septiembre | 11:30     |              | Martínez Martínez       |
| Athletic Club     | 0 - 1     | Real Sociedad      | Estadio de San Mamés           | 12 de septiembre | 12:00     |              | Acevedo Dudley          |
| Rayo Vallecano    | 1 - 2     | Deportivo Alavés   | C. D. Fundación Rayo Vallecano | 12 de septiembre | 12:00     |              | Díaz García             |
| Real Madrid C. F. | 0 - 2     | Atlético de Madrid | Alfredo Di Stéfano             | 12 de septiembre | 12:00     |              | González González       |
| U. D. G. Tenerife | 1 - 2     | Madrid C. F. F.    | Municipal La Palmera           | 12 de septiembre | 12:00     |              | Gil Soriano             |

| Jornada 3          | Jornada 3 | Jornada 3          | Jornada 3                           | Jornada 3        | Jornada 3 | Jornada 3    | Jornada 3       |
| Local              | Resultado | Visitante          | Estadio                             | Fecha            | Hora      | Espectadores | Árbitro         |
| ------------------ | --------- | ------------------ | ----------------------------------- | ---------------- | --------- | ------------ | --------------- |
| S. D. Eibar        | 1 - 2     | Athletic Club      | Complejo Deportivo de Unbe          | 25 de septiembre | 11:00     |              | Elena Peláez    |
| F. C. Barcelona    | 8 - 0     | Valencia C. F.     | Estadio Johan Cruyff                | 25 de septiembre | 12:00     |              | María Dolores   |
| Real Sociedad      | 2 - 0     | Sevilla F. C.      | Instalaciones de Zubieta            | 25 de septiembre | 16:00     |              | Amy Peñalvez    |
| Deportivo Alavés   | 2 - 0     | Villarreal C. F.   | C. D. José Luis Compañón            | 25 de septiembre | 17:00     |              | Paola Cebollada |
| Madrid C. F. F.    | 4 - 2     | Rayo Vallecano     | Campos de fútbol Ernesto Cotorruelo | 25 de septiembre | 17:00     |              | Elena Casal     |
| U. D. G. Tenerife  | 1 - 1     | Real Madrid C. F.  | Municipal La Palmera                | 25 de septiembre | 18:30     |              | Beatriz Cuesta  |
| Levante U. D.      | 1 - 1     | Real Betis         | Ciudad Deportiva de Buñol           | 26 de septiembre | 11:00     |              | Marta Frías     |
| Sporting de Huelva | 0 - 3     | Atlético de Madrid | Campo Federativo de la Orden        | 26 de septiembre | 12:00     |              | Sara Fernández  |

| Jornada 4          | Jornada 4 | Jornada 4          | Jornada 4                      | Jornada 4        | Jornada 4 | Jornada 4    | Jornada 4           |
| Local              | Resultado | Visitante          | Estadio                        | Fecha            | Hora      | Espectadores | Árbitro             |
| ------------------ | --------- | ------------------ | ------------------------------ | ---------------- | --------- | ------------ | ------------------- |
| Rayo Vallecano     | 0 - 0     | Sporting de Huelva | C. D. Fundación Rayo Vallecano | 29 de septiembre | 17:00     |              | Olatz Rivera        |
| Sevilla F. C.      | 2 - 2     | Madrid C. F. F.    | Estadio Jesús Navas            | 29 de septiembre | 17:30     |              | Marta Huerta        |
| Levante U. D.      | 5 - 0     | S. D. Eibar        | Ciudad Deportiva de Buñol      | 29 de septiembre | 18:00     |              | Elia María Martínez |
| Villarreal C. F.   | 0 - 8     | F. C. Barcelona    | C. D. del Villarreal C. F.     | 29 de septiembre | 18:00     |              | Arantza Gallastegui |
| Real Madrid C. F.  | 0 - 1     | Real Sociedad      | Alfredo Di Stéfano             | 29 de septiembre | 19:00     |              | María Eugenia       |
| Valencia C. F.     | 1 - 3     | Athletic Club      | Ciudad Deportiva de Paterna    | 29 de septiembre | 19:00     |              | Raquel Suárez       |
| Atlético de Madrid | 3 - 2     | Deportivo Alavés   | Wanda Alcalá de Henares        | 29 de septiembre | 20:00     |              | Ylenia Sánchez      |
| Real Betis         | 2 - 2     | U. D. G. Tenerife  | Municipal Felipe del Valle     | 29 de septiembre | 20:00     |              | Beatriz Arregui     |

| Jornada 5          | Jornada 5 | Jornada 5          | Jornada 5                    | Jornada 5    | Jornada 5 | Jornada 5    | Jornada 5       |
| Local              | Resultado | Visitante          | Estadio                      | Fecha        | Hora      | Espectadores | Árbitro         |
| ------------------ | --------- | ------------------ | ---------------------------- | ------------ | --------- | ------------ | --------------- |
| F. C. Barcelona    | 9 - 1     | Deportivo Alavés   | Estadio Johan Cruyff         | 2 de octubre | 12:00     |              | Xiomara Díaz    |
| S. D. Eibar        | 4 - 0     | Rayo Vallecano     | Complejo Deportivo de Unbe   | 3 de octubre | 11:30     |              | Patricia Luna   |
| Athletic Club      | 2 - 0     | Real Madrid C. F.  | Instalaciones de Lezama      | 3 de octubre | 12:00     |              | Marta Frías     |
| Real Sociedad      | 4 - 0     | Villarreal C. F.   | Instalaciones de Zubieta     | 3 de octubre | 12:00     |              | Elena Peláez    |
| Sporting de Huelva | 0 - 1     | Real Betis         | Campo Federativo de la Orden | 3 de octubre | 12:00     |              | Alicia Espinosa |
| Valencia C. F.     | 1 - 2     | Sevilla F. C.      | Ciudad Deportiva de Paterna  | 3 de octubre | 13:00     |              | Zulema González |
| Madrid C. F. F.    | 2 - 2     | Atlético de Madrid | Estadio Antiguo Canódromo    | 3 de octubre | 16:15     |              | Ainara Andrea   |
| U. D. G. Tenerife  | 2 - 0     | Levante U. D.      | Municipal La Palmera         | 3 de octubre | 20:00     |              | María Dolores   |

| Jornada 6          | Jornada 6 | Jornada 6          | Jornada 6                      | Jornada 6       | Jornada 6 | Jornada 6    | Jornada 6           |
| Local              | Resultado | Visitante          | Estadio                        | Fecha           | Hora      | Espectadores | Árbitro             |
| ------------------ | --------- | ------------------ | ------------------------------ | --------------- | --------- | ------------ | ------------------- |
| Deportivo Alavés   | 0 - 0     | Sporting de Huelva | C. D. José Luis Compañón       | 9 de octubre    | 11:00     |              | Elena Casal         |
| Atlético de Madrid | 0 - 3     | F. C. Barcelona    | Wanda Alcalá de Henares        | 9 de octubre    | 17:00     |              | Marta Huerta        |
| Levante U. D.      | 1 - 0     | Valencia C. F.     | Ciudad Deportiva de Buñol      | 10 de octubre   | 11:00     |              | Olatz Rivera        |
| Real Betis         | 4 - 5     | Madrid C. F. F.    | Ciudad Deportiva Luis del Sol  | 10 de octubre   | 11:00     |              | Arantza Gallastegui |
| Sevilla F. C.      | 0 - 0     | Athletic Club      | Estadio Jesús Navas            | 10 de octubre   | 11:00     |              | Amy Peñalver        |
| Rayo Vallecano     | 1 - 3     | Real Sociedad      | C. D. Fundación Rayo Vallecano | 10 de octubre   | 12:00     |              | Beatriz Cuesta      |
| Real Madrid C. F.  | 2 - 1     | S. D. Eibar        | Alfredo Di Stéfano             | 10 de octubre   | 12:00     |              | Sara Fernández      |
| Villarreal C. F.   | 0 - 2     | U. D. G. Tenerife  | C. D. del Villarreal C. F.     | 10 de noviembre | 12:00     |              | María Dolores       |

| Jornada 7          | Jornada 7 | Jornada 7          | Jornada 7                        | Jornada 7     | Jornada 7 | Jornada 7    | Jornada 7       |
| Local              | Resultado | Visitante          | Estadio                          | Fecha         | Hora      | Espectadores | Árbitro         |
| ------------------ | --------- | ------------------ | -------------------------------- | ------------- | --------- | ------------ | --------------- |
| Valencia C. F.     | 1 - 0     | Rayo Vallecano     | Ciudad Deportiva de Paterna      | 16 de octubre | 13:00     |              | Ylenia Sánchez  |
| Sevilla F. C.      | 3 - 0     | Real Madrid C. F.  | Estadio Jesús Navas              | 16 de octubre | 18:00     |              | Beatriz Arregui |
| S. D. Eibar        | 1 - 2     | Real Betis         | Complejo Deportivo de Unbe       | 17 de octubre | 11:30     |              | Xiomara Díaz    |
| Madrid C. F. F.    | 0 - 1     | Deportivo Alavés   | José Luis de la Hoz-Matapiñonera | 17 de octubre | 12:00     |              | Cecilia Muñoz   |
| Sporting de Huelva | 0 - 5     | F. C. Barcelona    | Campo Federativo de la Orden     | 17 de octubre | 12:00     |              | Marta Frías     |
| U. D. G. Tenerife  | 1 - 1     | Atlético de Madrid | Municipal La Palmera             | 17 de octubre | 13:00     |              | Olatz Rivera    |
| Athletic Club      | 2 - 1     | Villarreal C. F.   | Instalaciones de Lezama          | 17 de octubre | 16:00     |              | María Eugenia   |
| Real Sociedad      | 0 - 1     | Levante U. D.      | Instalaciones de Zubieta         | 17 de octubre | 16:00     |              | Paola Cebollada |

| Jornada 8          | Jornada 8 | Jornada 8          | Jornada 8                        | Jornada 8     | Jornada 8 | Jornada 8    | Jornada 8             |
| Local              | Resultado | Visitante          | Estadio                          | Fecha         | Hora      | Espectadores | Árbitro               |
| ------------------ | --------- | ------------------ | -------------------------------- | ------------- | --------- | ------------ | --------------------- |
| Levante U. D.      | 0 - 0     | Sporting de Huelva | Ciudad Deportiva de Buñol        | 31 de octubre | 11:00     |              | Raquel Suárez         |
| Real Betis         | 4 - 2     | Athletic Club      | Ciudad Deportiva Luis del Sol    | 31 de octubre | 11:00     |              | María Dolores         |
| Deportivo Alavés   | 1 - 1     | U. D. G. Tenerife  | C. D. José Luis Compañón         | 31 de octubre | 12:00     |              | Elena Peláez          |
| Atlético de Madrid | 3 - 0     | Villarreal C. F.   | Wanda Alcalá de Henares          | 31 de octubre | 12:00     |              | Patricia Luna         |
| F. C. Barcelona    | 8 - 1     | Real Sociedad      | Estadio Johan Cruyff             | 31 de octubre | 12:00     |              | Zulema González       |
| Rayo Vallecano     | 1 - 0     | Sevilla F. C.      | C. D. Fundación Rayo Vallecano   | 31 de octubre | 12:00     |              | Elia María Martínez   |
| Real Madrid C. F.  | 2 - 1     | Valencia C. F.     | Alfredo Di Stéfano               | 31 de octubre | 17:00     |              | Ainara Andrea Acevedo |
| Madrid C. F. F.    | 1 - 3     | S. D. Eibar        | José Luis de la Hoz-Matapiñonera | 31 de octubre | 18:00     |              | Amy Peñalver          |

| Jornada 9          | Jornada 9 | Jornada 9          | Jornada 9                    | Jornada 9      | Jornada 9 | Jornada 9    | Jornada 9                 |
| Local              | Resultado | Visitante          | Estadio                      | Fecha          | Hora      | Espectadores | Árbitro                   |
| ------------------ | --------- | ------------------ | ---------------------------- | -------------- | --------- | ------------ | ------------------------- |
| S. D. Eibar        | 0 - 3     | F. C. Barcelona    | Complejo Deportivo de Unbe   | 6 de noviembre | 12:00     |              | Beatriz Cuesta            |
| Real Madrid C. F.  | 1 - 0     | Rayo Vallecano     | Alfredo Di Stéfano           | 6 de noviembre | 12:00     |              | Arantza Gallastegui       |
| Sporting de Huelva | 0 - 3     | U. D. G. Tenerife  | Campo Federativo de la Orden | 6 de noviembre | 12:00     |              | Paola Cebollada           |
| Villarreal C. F.   | 0 - 3     | Madrid C. F. F.    | C. D. del Villarreal C. F.   | 6 de noviembre | 12:00     |              | Amy Peñalver              |
| Athletic Club      | 2 - 3     | Levante U. D.      | Instalaciones de Lezama      | 6 de noviembre | 16:00     |              | Elena Casal               |
| Real Sociedad      | 4 - 0     | Real Betis         | Instalaciones de Zubieta     | 6 de noviembre | 17:00     |              | Ylenia Sánchez            |
| Sevilla F. C.      | 1 - 0     | Deportivo Alavés   | Estadio Jesús Navas          | 6 de noviembre | 17:30     |              | María Eugenia Gil Soriano |
| Valencia C. F.     | 1 - 1     | Atlético de Madrid | Ciudad Deportiva de Paterna  | 7 de noviembre | 11:30     |              | Sara Fernández            |

| Jornada 10         | Jornada 10 | Jornada 10         | Jornada 10                       | Jornada 10      | Jornada 10 | Jornada 10   | Jornada 10            |
| Local              | Resultado  | Visitante          | Estadio                          | Fecha           | Hora       | Espectadores | Árbitro               |
| ------------------ | ---------- | ------------------ | -------------------------------- | --------------- | ---------- | ------------ | --------------------- |
| Atlético de Madrid | 0 - 1      | Real Sociedad      | Wanda Alcalá de Henares          | 13 de noviembre | 12:00      |              | Raquel Suárez         |
| F. C. Barcelona    | 4 - 0      | Levante U. D.      | Estadio Johan Cruyff             | 13 de noviembre | 12:00      |              | Elia María Martínez   |
| Madrid C. F. F.    | 2 - 1      | Sporting de Huelva | José Luis de la Hoz-Matapiñonera | 13 de noviembre | 13:00      |              | Zulema González       |
| Real Betis         | 1 - 4      | Real Madrid C. F.  | Ciudad Deportiva Luis del Sol    | 13 de noviembre | 19:00      |              | Olatz Rivera          |
| Rayo Vallecano     | 0 - 2      | Athletic Club      | C. D. Fundación Rayo Vallecano   | 14 de noviembre | 12:00      |              | Patricia Luna         |
| Villarreal C. F.   | 2 - 3      | Sevilla F. C.      | C. D. del Villarreal C. F.       | 14 de noviembre | 12:00      |              | Ainara Andrea Acevedo |
| Deportivo Alavés   | 1 - 0      | S. D. Eibar        | C. D. José Luis Compañón         | 14 de noviembre | 16:00      |              | Alicia Espinosa       |
| U. D. G. Tenerife  | 2 - 1      | Valencia C. F.     | Municipal La Palmera             | 14 de noviembre | 20:00      |              | Cecilia Muñoz         |

| Jornada 11        | Jornada 11 | Jornada 11         | Jornada 11                     | Jornada 11      | Jornada 11 | Jornada 11   | Jornada 11          |
| Local             | Resultado  | Visitante          | Estadio                        | Fecha           | Hora       | Espectadores | Árbitro             |
| ----------------- | ---------- | ------------------ | ------------------------------ | --------------- | ---------- | ------------ | ------------------- |
| Athletic Club     | 2 - 2      | Sporting de Huelva | Instalaciones de Lezama        | 20 de noviembre | 11:00      |              | Ylenia Sánchez      |
| Sevilla F. C.     | 1 - 10     | F. C. Barcelona    | Estadio Jesús Navas            | 20 de noviembre | 11:00      |              | Arantza Gallastegui |
| Levante U. D.     | 4 - 0      | Madrid C. F. F.    | Ciudad Deportiva de Buñol      | 20 de noviembre | 11:00      |              | Paola Cebollada     |
| Valencia C. F.    | 1 - 0      | Real Betis         | Ciudad Deportiva de Paterna    | 21 de noviembre | 11:30      |              | Amy Peñalver        |
| S. D. Eibar       | 0 - 3      | Atlético de Madrid | Complejo Deportivo de Unbe     | 21 de noviembre | 12:00      |              | Marta Frías         |
| Real Sociedad     | 3 - 0      | U. D. G. Tenerife  | Instalaciones de Zubieta       | 21 de noviembre | 12:00      |              | Alicia Espinosa     |
| Rayo Vallecano    | 2 - 2      | Villarreal C. F.   | C. D. Fundación Rayo Vallecano | 21 de noviembre | 13:00      |              | Elena Casal         |
| Real Madrid C. F. | 1 - 1      | Deportivo Alavés   | Alfredo Di Stéfano             | 21 de noviembre | 18:30      |              | María Gil Soriano   |

| Jornada 12         | Jornada 12 | Jornada 12        | Jornada 12                    | Jornada 12     | Jornada 12 | Jornada 12   | Jornada 12            |
| Local              | Resultado  | Visitante         | Estadio                       | Fecha          | Hora       | Espectadores | Árbitro               |
| ------------------ | ---------- | ----------------- | ----------------------------- | -------------- | ---------- | ------------ | --------------------- |
| F. C. Barcelona    | 4 - 0      | Athletic Club     | Estadio Johan Cruyff          | 4 de diciembre | 12:00      |              | Elena Casal           |
| Real Betis         | 0 - 0      | Sevilla F. C.     | Ciudad Deportiva Luis del Sol | 4 de diciembre | 12:00      |              | Ainara Andrea Acevedo |
| U. D. G. Tenerife  | 3 - 2      | Rayo Vallecano    | Municipal La Palmera          | 4 de diciembre | 13:00      |              | Ylenia Sánchez        |
| Villarreal C. F.   | 0 - 2      | Real Madrid C. F. | C. D. del Villarreal C. F.    | 4 de diciembre | 16:30      |              | Paola Cebollada       |
| Sporting de Huelva | 1 - 1      | S. D. Eibar       | Campo Federativo de la Orden  | 5 de diciembre | 11:30      |              | Sara Fernández        |
| Deportivo Alavés   | 3 - 1      | Valencia C. F.    | C. D. José Luis Compañón      | 5 de diciembre | 12:00      |              | Patricia Luna         |
| Atlético de Madrid | 2 - 1      | Levante U. D.     | Wanda Alcalá de Henares       | 5 de diciembre | 12:00      |              | Olatz Rivera          |
| Madrid C. F. F.    | 1 - 2      | Real Sociedad     | Estadio Antiguo Canódromo     | 5 de diciembre | 13:00      |              | Cecilia Muñoz         |

| Jornada 13        | Jornada 13 | Jornada 13         | Jornada 13                           | Jornada 13      | Jornada 13 | Jornada 13   | Jornada 13            |
| Local             | Resultado  | Visitante          | Estadio                              | Fecha           | Hora       | Espectadores | Árbitro               |
| ----------------- | ---------- | ------------------ | ------------------------------------ | --------------- | ---------- | ------------ | --------------------- |
| Athletic Club     | 4 - 1      | Deportivo Alavés   | Instalaciones de Lezama              | 11 de diciembre | 12:00      |              | Raquel Suárez         |
| Levante U. D.     | 1 - 2      | Villarreal C. F.   | Ciudad Deportiva de Buñol            | 12 de diciembre | 11:00      |              | Marta Frías           |
| S. D. Eibar       | 0 - 2      | U. D. G. Tenerife  | Instalaciones Deportivas de Mintxeta | 12 de diciembre | 11:30      |              | María Eugenia Gil     |
| Valencia C. F.    | 1 - 3      | Madrid C. F. F.    | Ciudad Deportiva de Paterna          | 12 de diciembre | 11:30      |              | Elia María Martínez   |
| Rayo Vallecano    | 0 - 2      | Real Betis         | Estadio de Vallecas                  | 12 de diciembre | 11:45      |              | Arantza Gallastegui   |
| Real Madrid C. F. | 1 - 3      | F. C. Barcelona    | Alfredo Di Stéfano                   | 12 de diciembre | 12:00      |              | Marta Huerta de Aza   |
| Real Sociedad     | 2 - 2      | Sporting de Huelva | Instalaciones de Zubieta             | 12 de diciembre | 12:00      |              | Ainara Andrea Acevedo |
| Sevilla F. C.     | 0 - 0      | Atlético de Madrid | Estadio Jesús Navas                  | 12 de diciembre | 12:00      |              | Zulema González       |

| Jornada 14         | Jornada 14 | Jornada 14        | Jornada 14                   | Jornada 14      | Jornada 14 | Jornada 14   | Jornada 14      |
| Local              | Resultado  | Visitante         | Estadio                      | Fecha           | Hora       | Espectadores | Árbitro         |
| ------------------ | ---------- | ----------------- | ---------------------------- | --------------- | ---------- | ------------ | --------------- |
| S. D. Eibar        | 2 - 3      | Real Sociedad     | Complejo Deportivo de Unbe   | 18 de diciembre | 11:30      |              | Paola Cebollada |
| Atlético de Madrid | 6 - 1      | Real Betis        | Wanda Alcalá de Henares      | 18 de diciembre | 12:00      |              | Amy Peñalver    |
| F. C. Barcelona    | 4 - 0      | Rayo Vallecano    | Estadio Johan Cruyff         | 18 de diciembre | 12:00      |              | Olatz Rivera    |
| Sporting de Huelva | 0 - 0      | Sevilla F. C.     | Campo Federativo de la Orden | 18 de diciembre | 16:00      |              | Alicia Espinosa |
| Villarreal C. F.   | 0 - 2      | Valencia C. F.    | C. D. del Villarreal C. F.   | 18 de diciembre | 16:00      |              | Ylenia Sánchez  |
| U. D. G. Tenerife  | 2 - 0      | Athletic Club     | Municipal La Palmera         | 18 de diciembre | 18:00      |              | Patricia Luna   |
| Madrid C. F. F.    | 1 - 3      | Real Madrid C. F. | Estadio Antiguo Canódromo    | 19 de diciembre | 12:00      |              | Marta Frías     |
| Deportivo Alavés   | 1 - 1      | Levante U. D.     | Estadio de Mendizorroza      | 19 de diciembre | 17:00      |              | Sara Fernández  |

| Jornada 15        | Jornada 15 | Jornada 15         | Jornada 15                    | Jornada 15      | Jornada 15 | Jornada 15   | Jornada 15          |
| Local             | Resultado  | Visitante          | Estadio                       | Fecha           | Hora       | Espectadores | Árbitro             |
| ----------------- | ---------- | ------------------ | ----------------------------- | --------------- | ---------- | ------------ | ------------------- |
| Real Betis        | 0 - 1      | Villarreal C. F.   | Ciudad Deportiva Luis del Sol | 22 de diciembre | 16:00      |              | Elena Casal         |
| Real Madrid C. F. | 3 - 0      | Sporting de Huelva | Alfredo Di Stéfano            | 22 de diciembre | 16:00      |              | Arantza Gallastegui |
| Deportivo Alavés  | 0 - 4      | Real Sociedad      | C. D. José Luis Compañón      | 22 de diciembre | 17:00      |              | Elia María Martínez |
| F. C. Barcelona   | 7 - 0      | Madrid C. F. F.    | Estadio Johan Cruyff          | 22 de diciembre | 17:00      |              | María Eugenia Gil   |
| Valencia C. F.    | 2 - 0      | S. D. Eibar        | Ciudad Deportiva de Paterna   | 22 de diciembre | 18:00      |              | Zulema González     |
| Sevilla F. C.     | 1 - 2      | U. D. G. Tenerife  | Estadio Jesús Navas           | 22 de diciembre | --:--      |              | Raquel Suárez       |
| Levante U. D.     | 4 - 2      | Rayo Vallecano     | Ciudad Deportiva de Buñol     | 9 de febrero    | 17:00      |              | Cecilia Muñoz       |
| Athletic Club     | 2 - 1      | Atlético de Madrid | Instalaciones de Lezama       | 9 de febrero    | 19:00      |              | Sara Fernández      |

| Real Betis         | 3 - 1 | Levante U. D.     | \| \| \| |
| Sporting de Huelva | 1 - 1 | Valencia C. F.    | \| \| \| |
| Atlético de Madrid | 0 - 1 | Real Madrid C. F. | \| \| \| |
| Madrid C. F. F.    | 0 - 1 | Sevilla F. C.     | \| \| \| |
| Rayo Vallecano     | 0 - 0 | S. D. Eibar       | \| \| \| |
| U. D. G. Tenerife  | 0 - 3 | F. C. Barcelona   | \| \| \| |
| Villarreal C. F.   | 1 - 0 | Deportivo Alavés  | \| \| \| |
| Real Sociedad      | 1 - 0 | Athletic Club     | \| \| \| |

| S. D. Eibar       | 1 - 2 | Levante U. D.      | \| \| \| |
| Villarreal C. F.  | 0 - 5 | Atlético de Madrid | \| \| \| |
| Sevilla F. C.     | 2 - 1 | Rayo Vallecano     | \| \| \| |
| F. C. Barcelona   | 5 - 0 | Sporting de Huelva | \| \| \| |
| Valencia C. F.    | 0 - 3 | Real Sociedad      | \| \| \| |
| Deportivo Alavés  | 2 - 1 | Madrid C. F. F.    | \| \| \| |
| Athletic Club     | 1 - 1 | Real Betis         | \| \| \| |
| Real Madrid C. F. | 2 - 0 | U. D. G. Tenerife  | \| \| \| |

| Real Betis         | 2 - 0 | S. D. Eibar        | \| \| \| |
| Sevilla F. C.      | 3 - 1 | Valencia C. F.     | \| \| \| |
| Atlético de Madrid | 3 - 2 | Sporting de Huelva | \| \| \| |
| Madrid C. F. F.    | 2 - 4 | Villarreal C. F.   | \| \| \| |
| Rayo Vallecano     | 0 - 1 | Real Madrid C. F.  | \| \| \| |
| U. D. G. Tenerife  | 1 - 0 | Deportivo Alavés   | \| \| \| |
| Levante U. D.      | 2 - 3 | Athletic Club      | \| \| \| |
| Real Sociedad      | 1 - 9 | F. C. Barcelona    | \| \| \| |

| Sporting de Huelva | 1 - 1 | Levante U. D.      | \| \| \| |
| F. C. Barcelona    | 4 - 0 | Real Betis         | \| \| \| |
| Real Madrid C. F.  | 3 - 1 | Sevilla F. C.      | \| \| \| |
| Valencia C. F.     | 1 - 2 | U. D. G. Tenerife  | \| \| \| |
| Villarreal C. F.   | 1 - 4 | Real Sociedad      | \| \| \| |
| Athletic Club      | 2 - 1 | Rayo Vallecano     | \| \| \| |
| Deportivo Alavés   | 1 - 1 | Atlético de Madrid | \| \| \| |
| S. D. Eibar        | 2 - 1 | Madrid C. F. F.    | \| \| \| |

| Real Betis         | 4 - 1 | Deportivo Alavés   | \| \| \| |
| Sevilla F. C.      | 0 - 3 | Villarreal C. F.   | \| \| \| |
| Atlético de Madrid | 3 - 2 | Madrid C. F. F.    | \| \| \| |
| Rayo Vallecano     | 1 - 1 | Valencia C. F.     | \| \| \| |
| U. D. G. Tenerife  | 1 - 0 | Sporting de Huelva | \| \| \| |
| Levante U. D.      | 1 - 4 | F. C. Barcelona    | \| \| \| |
| Athletic Club      | 3 - 1 | S. D. Eibar        | \| \| \| |
| Real Sociedad      | 1 - 3 | Real Madrid C. F.  | \| \| \| |

| Sporting de Huelva | 2 - 0 | Athletic Club      | \| \| \| |
| F. C. Barcelona    | 7 - 0 | S. D. Eibar        | \| \| \| |
| Madrid C. F. F.    | 0 - 1 | U. D. G. Tenerife  | \| \| \| |
| Real Madrid C. F.  | 1 - 0 | Real Betis         | \| \| \| |
| Valencia C. F.     | 2 - 0 | Levante U. D.      | \| \| \| |
| Villarreal C. F.   | 1 - 0 | Rayo Vallecano     | \| \| \| |
| Deportivo Alavés   | 1 - 1 | Sevilla F. C.      | \| \| \| |
| Real Sociedad      | 2 - 2 | Atlético de Madrid | \| \| \| |

| Real Betis         | 0 - 0 | Sporting de Huelva | \| \| \| |
| Atlético de Madrid | 5 - 0 | Sevilla F. C.      | \| \| \| |
| Rayo Vallecano     | 3 - 2 | Madrid C. F. F.    | \| \| \| |
| U. D. G. Tenerife  | 3 - 1 | Villarreal C. F.   | \| \| \| |
| Levante U. D.      | 1 - 0 | Real Sociedad      | \| \| \| |
| Valencia C. F.     | 1 - 0 | Deportivo Alavés   | \| \| \| |
| Athletic Club      | 0 - 3 | F. C. Barcelona    | \| \| \| |
| S. D. Eibar        | 0 - 2 | Real Madrid C. F.  | \| \| \| |

| Sevilla F. C. \| \| Real Betis \| \| \| \| \|              |
| Sporting de Huelva \| \| Rayo Vallecano \| \| \| \| \|     |
| Atlético de Madrid \| \| U. D. G. Tenerife \| \| \| \| \|  |
| Madrid C. F. F. \| \| Valencia C. F. \| \| \| \| \|        |
| Real Madrid C. F. \| 2 - 0 \| Athletic Club \| \| \| \| \| |
| Villarreal C. F. \| \| Levante U. D. \| \| \| \| \|        |
| Deportivo Alavés \| \| F. C. Barcelona \| \| \| \| \|      |
| Real Sociedad \| \| S. D. Eibar \| \| \| \| \|             |

| Real Betis \| \| Real Sociedad \| \| \| \| \|          |
| F. C. Barcelona \| \| Real Madrid C. F. \| \| \| \| \| |
| Rayo Vallecano \| \| Atlético de Madrid \| \| \| \| \| |
| U. D. G. Tenerife \| \| Sevilla F. C. \| \| \| \| \|   |
| Levante U. D. \| \| Deportivo Alavés \| \| \| \| \|    |
| Valencia C. F. \| \| Villarreal C. F. \| \| \| \| \|   |
| Athletic Club \| \| Madrid C. F. F. \| \| \| \| \|     |
| S. D. Eibar \| \| Sporting de Huelva \| \| \| \| \|    |

| Sevilla F. C. \| \| S. D. Eibar \| \| \| \| \|         |
| Sporting de Huelva \| \| Real Sociedad \| \| \| \| \|  |
| Atlético de Madrid \| \| Valencia C. F. \| \| \| \| \| |
| Madrid C. F. F. \| \| F. C. Barcelona \| \| \| \| \|   |
| Real Madrid C. F. \| \| Levante U. D. \| \| \| \| \|   |
| U. D. G. Tenerife \| \| Real Betis \| \| \| \| \|      |
| Villarreal C. F. \| \| Athletic Club \| \| \| \| \|    |
| Deportivo Alavés \| \| Rayo Vallecano \| \| \| \| \|   |

| Real Betis \| \| Atlético de Madrid \| \| \| \| \|        |
| Sporting de Huelva \| \| Real Madrid C. F. \| \| \| \| \| |
| F. C. Barcelona \| \| Villarreal C. F. \| \| \| \| \|     |
| Rayo Vallecano \| \| U. D. G. Tenerife \| \| \| \| \|     |
| Levante U. D. \| \| Sevilla F. C. \| \| \| \| \|          |
| Athletic Club \| \| Valencia C. F. \| \| \| \| \|         |
| Real Sociedad \| \| Madrid C. F. F. \| \| \| \| \|        |
| S. D. Eibar \| \| Deportivo Alavés \| \| \| \| \|         |

| Sevilla F. C. \| \| Real Sociedad \| \| \| \| \|         |
| Atlético de Madrid \| \| Athletic Club \| \| \| \| \|    |
| Madrid C. F. F. \| \| Real Betis \| \| \| \| \|          |
| Rayo Vallecano \| \| Levante U. D. \| \| \| \| \|        |
| U. D. G. Tenerife \| \| S. D. Eibar \| \| \| \| \|       |
| Valencia C. F. \| \| F. C. Barcelona \| \| \| \| \|      |
| Villarreal C. F. \| \| Sporting de Huelva \| \| \| \| \| |
| Deportivo Alavés \| \| Real Madrid C. F. \| \| \| \| \|  |

| Real Betis \| \| Valencia C. F. \| \| \| \| \|           |
| Sporting de Huelva \| \| Deportivo Alavés \| \| \| \| \| |
| F. C. Barcelona \| \| Sevilla F. C. \| \| \| \| \|       |
| Real Madrid C. F. \| \| Madrid C. F. F. \| \| \| \| \|   |
| Levante U. D. \| \| Atlético de Madrid \| \| \| \| \|    |
| Athletic Club \| \| U. D. G. Tenerife \| \| \| \| \|     |
| Real Sociedad \| \| Rayo Vallecano \| \| \| \| \|        |
| S. D. Eibar \| \| Villarreal C. F. \| \| \| \| \|        |

| Sevilla F. C.      | 0 - 1 | Sporting de Huelva | \| \| \| |
| Atlético de Madrid | 2 - 1 | S. D. Eibar        | \| \| \| |
| Madrid C. F. F.    | 0 - 3 | Levante U. D.      | \| \| \| |
| Rayo Vallecano     | 0 - 6 | F. C. Barcelona    | \| \| \| |
| U. D. G. Tenerife  | 2 - 1 | Real Sociedad      | \| \| \| |
| Valencia C. F.     | 0 - 3 | Real Madrid C. F.  | \| \| \| |
| Villarreal C. F.   | 2 - 0 | Real Betis         | \| \| \| |
| Deportivo Alavés   | 0 - 2 | Athletic Club      | \| \| \| |

| Real Betis         | 1 - 0 | Rayo Vallecano     | \| \| \| |
| Sporting de Huelva | 3 - 1 | Madrid C. F. F.    | \| \| \| |
| F. C. Barcelona    | 2 - 1 | Atlético de Madrid | \| \| \| |
| Real Madrid C. F.  | 6 - 1 | Villarreal C. F.   | \| \| \| |
| Levante U. D.      | 3 - 0 | U. D. G. Tenerife  | \| \| \| |
| Athletic Club      | 2 - 1 | Sevilla F. C.      | \| \| \| |
| Real Sociedad      | 6 - 1 | Deportivo Alavés   | \| \| \| |
| S. D. Eibar        | 1 - 2 | Valencia C. F.     | \| \| \| |

### Tabla de resultados cruzados
| Local \ Visitante  | ALA | ATH | ATM | EIB | BAR  | SPO | LEV | MAD | RAY | BET | RMA | RSO | SEV | TEN | VAL | VIL |
| ------------------ | --- | --- | --- | --- | ---- | --- | --- | --- | --- | --- | --- | --- | --- | --- | --- | --- |
| Deportivo Alavés   | —   | 1–3 | 1–1 | 1–0 | 0–6  | 0–0 | 1–1 | 2–1 | 3–1 | 2–1 | 0–1 | 0–4 | 1–1 | 1–1 | 3–1 | 2–0 |
| Athletic Club      | 4–1 | —   | 2–1 | 3–1 | 0–3  | 2–2 | 2–3 | 2–1 | 2–1 | 1–1 | 2–0 | 0–1 | 1–4 | 2–1 | 2–2 | 2–1 |
| Atlético de Madrid | 3–2 | 3–0 | —   | 3–1 | 0–3  | 3–2 | 2–1 | 3–2 | 5–0 | 6–1 | 0–2 | 0–1 | 5–0 | 4–1 | 3–0 | 3–0 |
| S. D. Eibar        | 2–0 | 1–2 | 0–3 | —   | 0–3  | 1–2 | 1–2 | 2–1 | 4–0 | 1–2 | 0–2 | 2–3 | 3–2 | 0–2 | 5–1 | 1–1 |
| F. C. Barcelona    | 9–1 | 4–0 | 2–1 | 7–0 | —    | 5–0 | 4–0 | 7–0 | 4–0 | 4–0 | 5–0 | 8–1 | 5–1 | 5–0 | 8–0 | 6–1 |
| S. C. Huelva       | 2–1 | 2–0 | 0–3 | 1–1 | 0–5  | —   | 1–1 | 2–0 | 1–1 | 0–1 | 3–1 | 1–2 | 0–0 | 0–3 | 2–0 | 0–0 |
| Levante U. D.      | 3–0 | 2–3 | 0–5 | 5–0 | 1–4  | 0–0 | —   | 4–0 | 4–2 | 1–1 | 4–0 | 1–0 | 3–0 | 4–1 | 1–0 | 1–2 |
| Madrid C. F.       | 0–1 | 0–2 | 2–2 | 1–3 | 1–2  | 2–1 | 1–3 | —   | 4–2 | 2–2 | 1–3 | 1–2 | 1–2 | 0–1 | 1–0 | 2–4 |
| Rayo Vallecano     | 1–2 | 0–2 | 0–0 | 0–1 | 1–6  | 0–0 | 3–4 | 3–2 | —   | 0–2 | 0–1 | 1–3 | 1–0 | 1–2 | 1–1 | 2–2 |
| Real Betis         | 4–1 | 4–2 | 1–1 | 2–0 | 0–5  | 0–0 | 1–0 | 4–5 | 1–3 | —   | 1–4 | 0–3 | 0–0 | 2–2 | 0–0 | 0–1 |
| Real Madrid C. F.  | 1–1 | 2–0 | 0–2 | 2–1 | 1–3  | 3–0 | 1–0 | 1–0 | 1–0 | 1–0 | —   | 0–1 | 3–1 | 2–0 | 2–1 | 1–0 |
| Real Sociedad      | 6–1 | 1–0 | 2–2 | 2–1 | 1–9  | 2–2 | 0–1 | 0–1 | 4–0 | 4–0 | 1–3 | —   | 2–0 | 3–0 | 4–1 | 4–0 |
| Sevilla F. C.      | 1–0 | 0–0 | 0–0 | 4–1 | 1–10 | 3–1 | 0–0 | 2–2 | 2–1 | 0–0 | 3–0 | 1–2 | —   | 1–2 | 3–1 | 0–3 |
| U. D. G. Tenerife  | 1–0 | 2–0 | 1–1 | 3–2 | 0–7  | 1–0 | 2–0 | 1–2 | 3–2 | 0–0 | 1–1 | 1–1 | 1–0 | —   | 2–1 | 3–1 |
| Valencia C. F.     | 1–0 | 1–3 | 1–1 | 2–0 | 0–2  | 2–2 | 2–0 | 1–3 | 1–0 | 1–0 | 0–0 | 0–3 | 1–2 | 1–2 | —   | 2–1 |
| Villarreal C. F.   | 3–1 | 1–1 | 0–5 | 1–0 | 0–8  | 1–1 | 0–2 | 0–3 | 1–0 | 2–0 | 0–2 | 1–4 | 2–3 | 0–2 | 0–2 | —   |

## Estadísticas

### Tabla de goleadoras
| Pos. | Jugadora               | Goles | Part. | Prom. | Club            | Nota(s)                     |
| ---- | ---------------------- | ----- | ----- | ----- | --------------- | --------------------------- |
| 1    | Asisat Oshoala         | 20    | 19    | 1.05  | F. C. Barcelona | Máxima anotadora extranjera |
| =    | Geyse Ferreira         | 20    | 26    | 0.77  | Madrid C. F. F. |                             |
| 3    | Alexia Putellas        | 18    | 26    | 0.69  | F. C. Barcelona | Máxima anotadora española   |
| 4    | Lieke Martens          | 17    | 21    | 0.81  | F. C. Barcelona |                             |
| =    | Amaiur Sarriegi        | 16    | 29    | 0.55  | Real Sociedad   |                             |
| =    | Jennifer Hermoso       | 16    | 22    | 0.73  | F. C. Barcelona |                             |
| 7    | Claudia Pina           | 14    | 23    | 0.61  | F. C. Barcelona |                             |
| =    | Nerea Eizagirre        | 14    | 27    | 0.52  | Real Sociedad   |                             |
| =    | Esther González        | 14    | 26    | 0.54  | Real Madrid     |                             |
| 10   | Cristina Martín-Prieto | 13    | 30    | 0.43  | UDG Tenerife    |                             |

Fuente: BDFutbol.

### Tabla de asistentes
| Pos. | Jugadora        | Asist. | Part. | Prom. | Club            | Nota(s)                     |
| ---- | --------------- | ------ | ----- | ----- | --------------- | --------------------------- |
| 1    | Alexia Putellas | 17     | 26    | 0.65  | F. C. Barcelona | Máxima asistente española   |
| 2    | Caroline Hansen | 13     | 23    | 0.57  | F. C. Barcelona | Máxima asistente extranjera |
| =    | Lieke Martens   | 13     | 21    | 0.62  | F. C. Barcelona |                             |
| 4    | Claudia Pina    | 12     | 23    | 0.52  | F. C. Barcelona |                             |
| =    | Fridolina Rolfö | 12     | 26    | 0.46  | F. C. Barcelona |                             |
| 6    | Ángela Sosa     | 9      | 28    | 0.32  | Real Betis      |                             |
| =    | Patri Guijarro  | 9      | 24    | 0.38  | F. C. Barcelona |                             |
| =    | Amaiur Sarriegi | 9      | 29    | 0.31  | Real Sociedad   |                             |
| 9    | Claudia Zornoza | 8      | 27    | 0.3   | Real Madrid     |                             |
| 10   | Kerolin Nicoli  | 7      | 14    | 0.50  | Madrid C. F. F. |                             |

Fuente: Primera Iberdrola

### Tripletes o más
A continuación se detallan los tripletes conseguidos a lo largo de la temporada.
| Fecha      | Jugadora         | Goles            | Local            |                                    | Resultado |                                    | Visitante          | Rep.       |
| ---------- | ---------------- | ---------------- | ---------------- | ---------------------------------- | --------- | ---------------------------------- | ------------------ | ---------- |
| 24/9/2021  | Alexia Putellas  | 27' 28' 31'      | F. C. Barcelona  | Bandera de Cataluña                | 8 – 0     | Bandera de la Comunidad Valenciana | Valencia C. F.     | Jornada 3  |
| 10/10/2021 | Geyse Ferreira   | 3' 27' 42' 68'   | Real Betis       | Bandera de Andalucía               | 4 – 5     | Bandera de la Comunidad de Madrid  | Madrid C. F. F.    | Jornada 6  |
| 31/10/2021 | Mari Paz Vilas   | 20' 24' 34'      | Real Betis       | Bandera de Andalucía               | 4 – 2     | Bandera del País Vasco             | Athletic Club      | Jornada 8  |
| 19/11/2021 | Alba Redondo     | 37' 51' 52'      | Levante U. D.    | Bandera de la Comunidad Valenciana | 4 – 0     | Bandera de la Comunidad de Madrid  | Madrid C. F. F.    | Jornada 11 |
| 19/11/2021 | Jennifer Hermoso | 2' 28' 86' 90+3' | Sevilla F. C.    | Bandera de Andalucía               | 1 – 10    | Bandera de Cataluña                | F. C. Barcelona    | Jornada 11 |
| 22/12/2021 | Alexia Putellas  | 12' 53' 66'      | F. C. Barcelona  | Bandera de Cataluña                | 7 – 0     | Bandera de la Comunidad de Madrid  | Madrid C. F. F.    | Jornada 15 |
| 12/1/2022  | Lieke Martens    | 34' 62' 73'      | F. C. Barcelona  | Bandera de Cataluña                | 5 – 0     | Bandera de Andalucía               | Sporting de Huelva | Jornada 17 |
| 6/3/2022   | Claudia Pina     | 13' 66' 73'      | Deportivo Alavés | Bandera de la Comunidad Valenciana | 0 – 6     | Bandera de Cataluña                | F. C. Barcelona    | Jornada 23 |
| 2/4/2022   | Claudia Pina     | 47' 48' 63'      | F. C. Barcelona  | Bandera de Cataluña                | 6 – 1     | Bandera de la Comunidad Valenciana | Villarreal C. F.   | Jornada 26 |